# 立蛤
立蛤（学名：Standella pellucida），是帘蛤目马珂蛤科Standella屬的一种。其种加词“pellucida”意为“透明的”。主要分布于越南、中国大陆、台湾，常栖息在潮间带。